# Нантський трамвай
Нантський трамвай (фр. Tramway de Nantes) — трамвайна мережа французького міста Нант. Відкрита у 1985 році стала першою відновленою трамвайною системою у Франції.

## Історія
- Докладніше: Історичний трамвай Нанту[fr]

Перші трамваї що рухалися за допомогою стисненого повітря з'явилися на вулицях міста 12 лютого 1879 року. У наступні десятиліття система активно розвивалася, але внаслідок того що в місті використовувалися механічні трамваї замість звичної в ті часи конки, електрифікація мережі почалася лише у 1911 році. Перші електричні трамваї почали курсувати вулицями Нанта у 1913 року, повністю мережу електрифікували до 1917 року. Останнє розширення мережі сталося на початку 1930-х років, після чого почалася стагнація. На піку розвитку в місті налічувалося 13 трамвайних маршрутів. Трамвайне господарство сильно постраждало під час другої світової війни. В повоєнні часи частина мережі була відновлена, але тільки на околицях міста, з центральних вулиць колії прибрали у 1946 році замінивши трамвай автобусом. У наступні роки кількість пасажирів постійно зменшувалася, що й призвело до повної ліквідації мережі, останній трамвай проїхав вулицями Нанта 29 січня 1958 року.

## Сучасна мережа
Розмови про повернення трамваю на вулиці міста почалися у середині 1970-х, на той час у Франції діяло лише 3 трамвайних системи ( у Ліллі, Сент-Етьєні та Марселі). У 1978 році почалося проектування нової трамвайної мережі, будівництво початкової ділянки почалося у 1981 році. Відкрита 7 січня 1985 року трамвайна лінія, стала першою новою лінією не тільки в Нанті а і у Франції. У наступні роки система активно розбудовувалася, останнє розширення сталося у жовтні 2012 року, після чого довжина мережі склала 44,3 км з 83 зупинками. Трамваї зазвичай працюють з 4:00 до 1:00, але у суботу трамваї курсують до третьої години ночі. 
У 2020-х роках планується спорудження ще трьох нових ліній.

## Рухомий склад
Станом на літо 2019 року систему обслуговує 91 трамвай трьох різних типів. До відкриття мережі було придбано 20 трамваїв моделі Alsthom TFS, у наступне десятиліття було придбано ще 26 одиниць цієї моделі. У 1997 році місто замовило 33 п'ятисекційних трамваїв Adtranz Incentro, які були поставлені в Нант у період з 1999 по 2002 роки. З осені 2012 року містом курсують 12 трамваїв CAF Urbos 3, замовлених у 2010 році. 

## Галерея

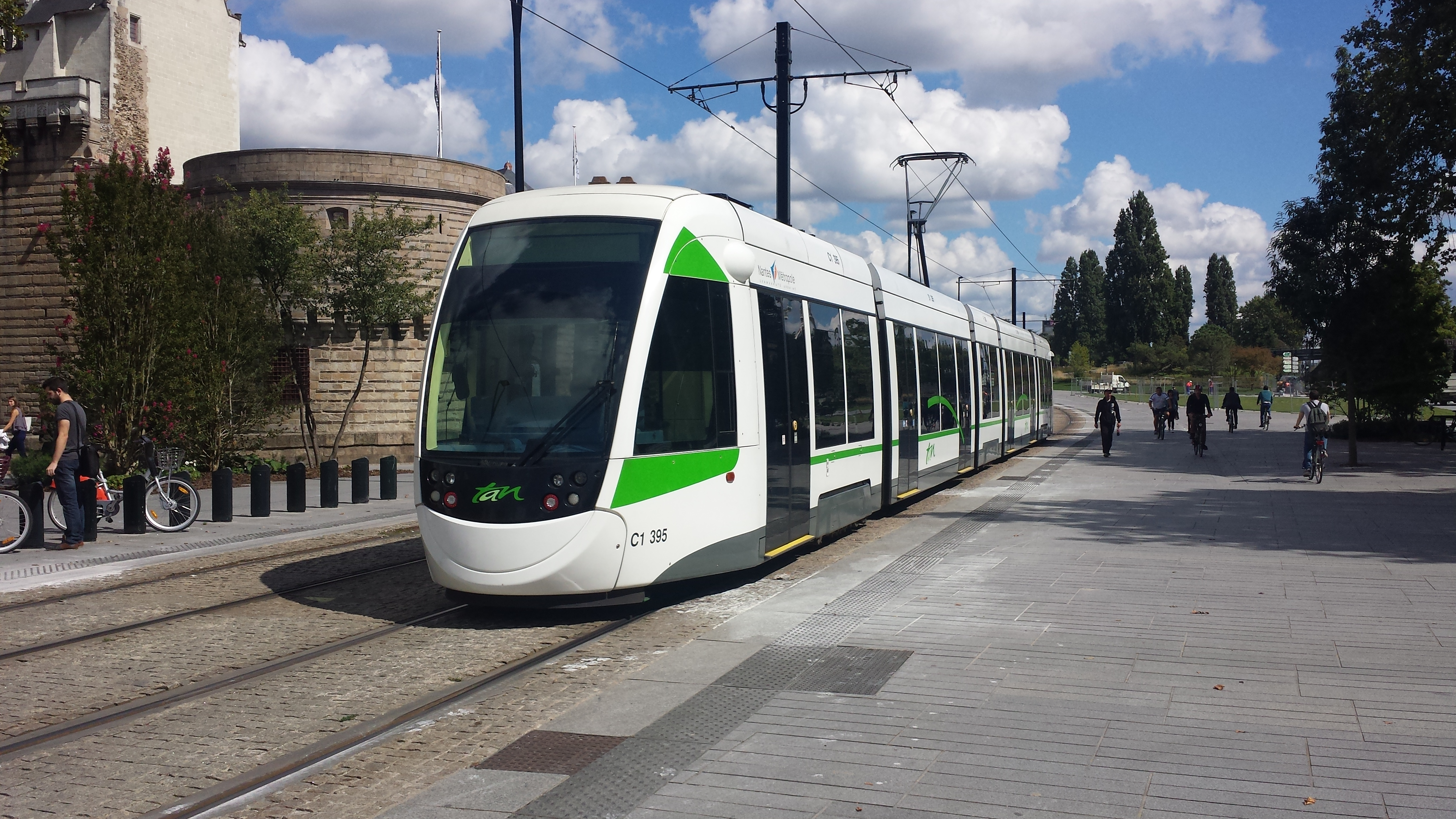
Трамвай моделі CAF Urbos 3 на вулицях міста
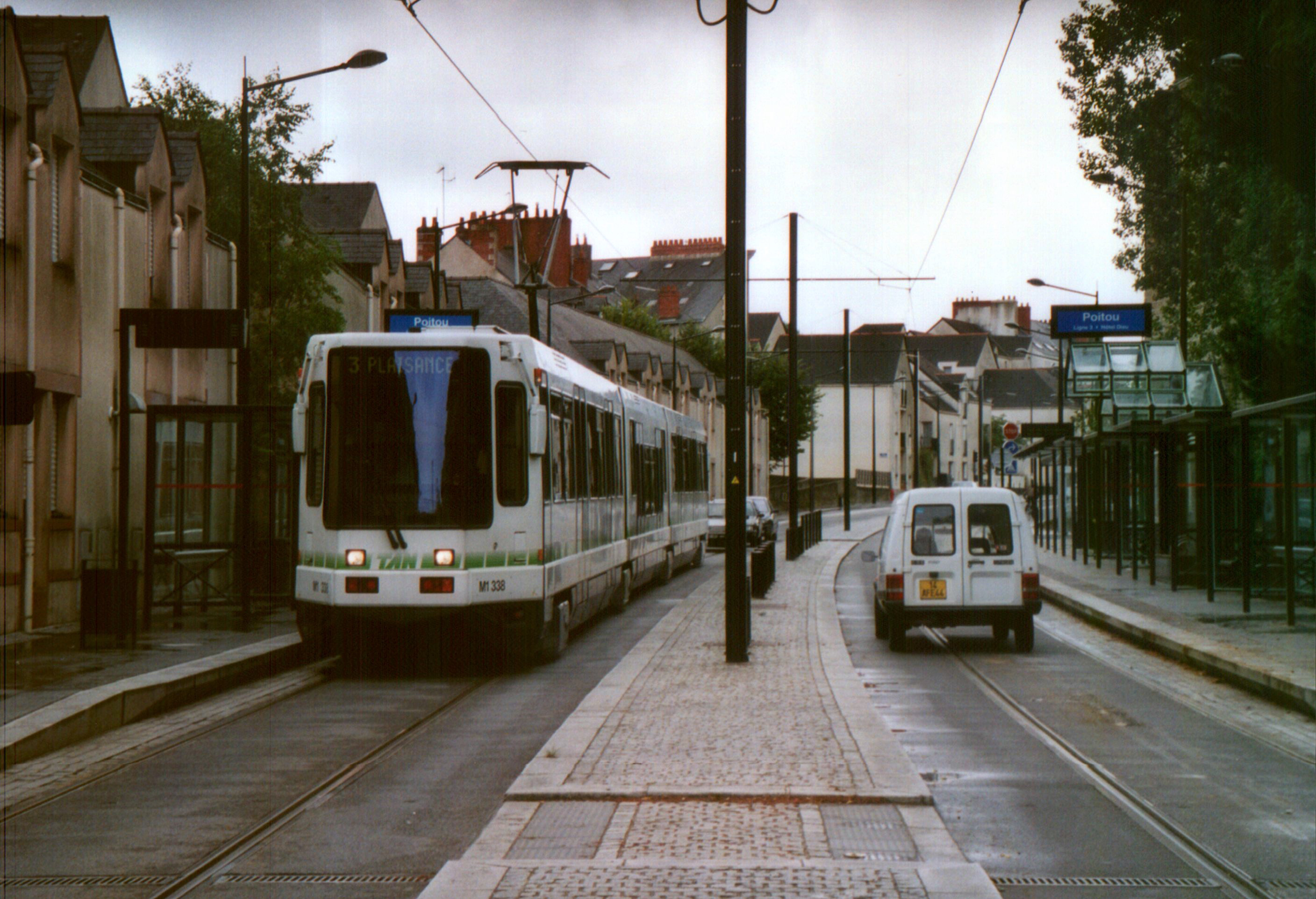
Трамвай моделі Alsthom TFS на одній із зупинок
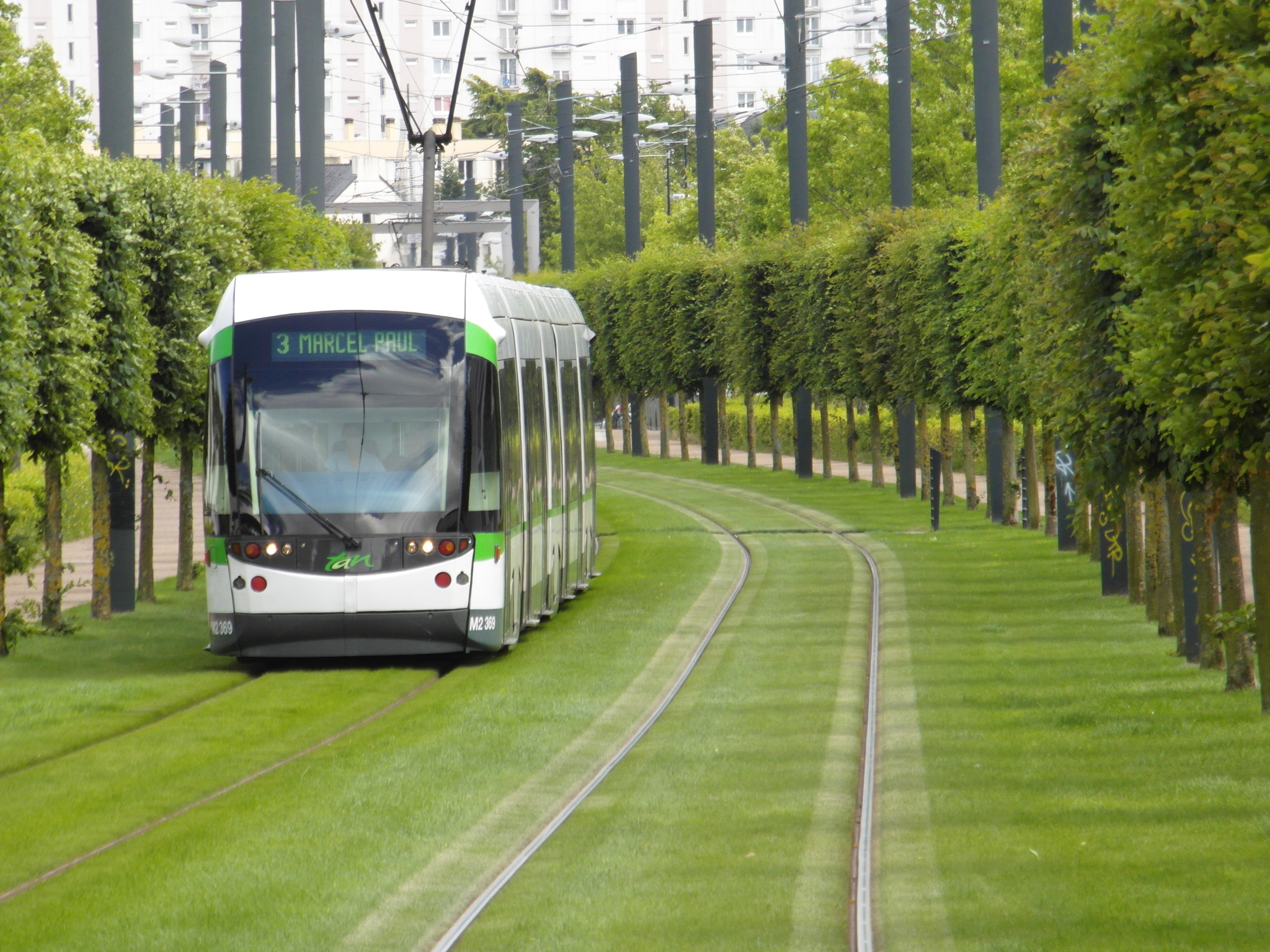
Трамвай на ділянці з трав'яним покриттям
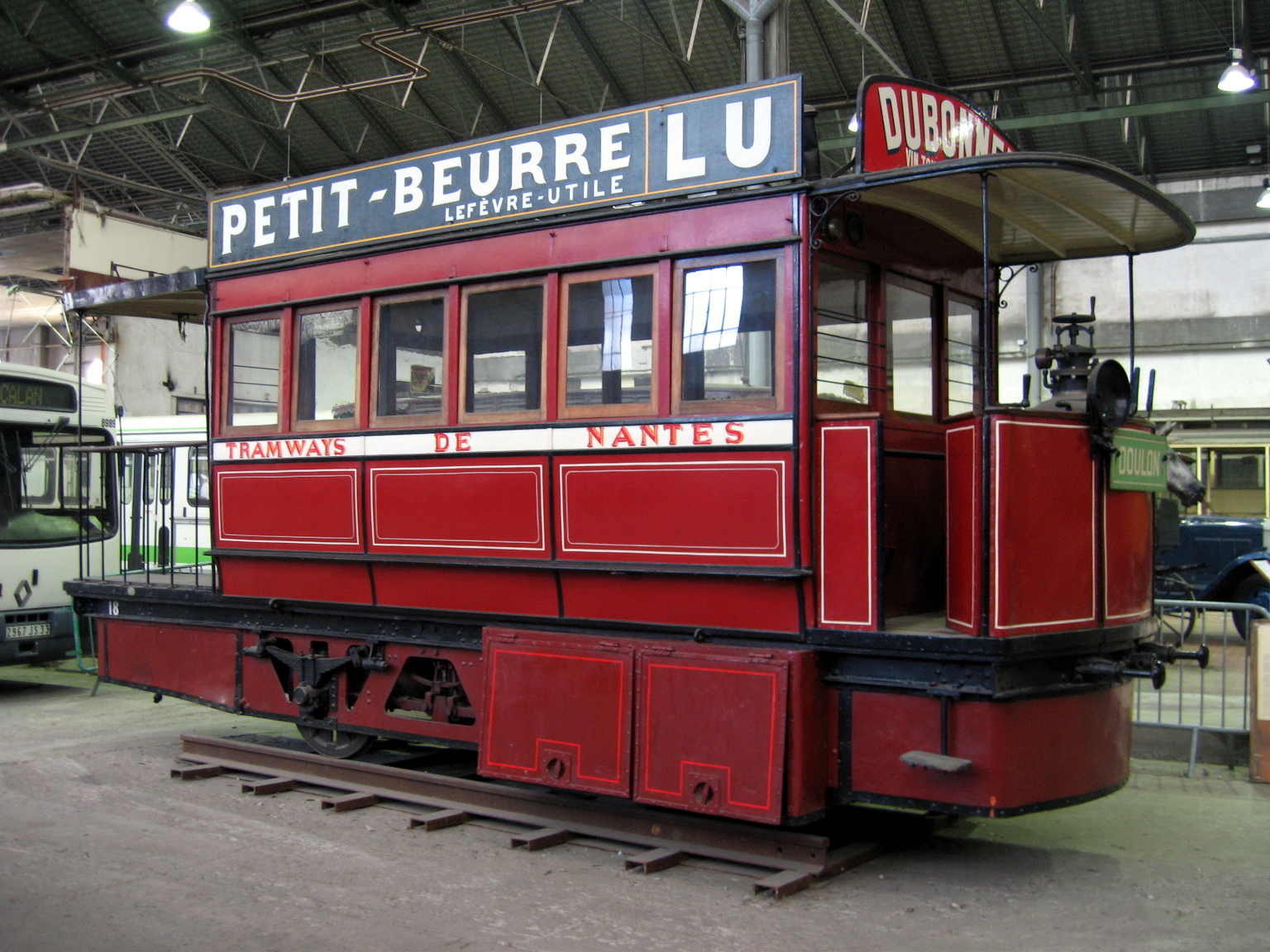
Трамвай на стисненому повітрі